# Саакян, Ованес
Ованес Саакян (19 марта 1946; Харьков; Украинская ССР — 1971) — советский спортсмен, борец вольного стиля. Мастер спорта СССР. Пятикратный чемпион Украинской ССР; победитель спартакиады Украинской ССР; бронзовый призёр чемпионата СССР; обладателем Кубка СССР.

## Биография
Ованес Саакян родился 19 марта 1946 года в городе Харьков. С раннего детства начал заниматься борьбой. В 16 лет начал тренироваться у заслуженного тренера Украинской ССР Леонида Дуная. Спустя всего два года, в 18 лет Ованес Саакян стал чемпионом Украинской ССР в весовой категории 57 кг среди взрослых борцов. Всего за свою короткую спортивную карьеру он успел стать пятикратным чемпионом, а также победителем спартакиады Украинской ССР, бронзовым призёром чемпионата СССР, обладателем Кубка СССР. Ованес Саакян был включен в состав сборной команды СССР с которой должен был отправиться в Мюнхен на Летние Олимпийские игры 1972 года. Однако этим планам не суждено было сбыться. В 1971 году Ованес Саакян трагически погиб.

## Награды
- Чемпион Украинской ССР (5)
- Победитель спартакиады Украинской ССР (1)
- Бронзовый призе чемпионата СССР (1)
- Обладатель кубка СССР (1)

## Память
С 1972 года в Харькове проходит турнир по вольной борьбе, носящий имя мастера спорта СССР Ованеса Саакяна. Турнир был основан друзьями и тренером погибшего спортсмена. Сегодня турнир, проходящий при поддержке Союза армян Украины и местных властей, является одним из четырёх турниров на Украине, где его победителям предоставляется звание мастера спорта. Спонсор турнира выступают «Армянская национальная городская община», администрация города Харькова и Союза Армян Украины